# Maria Stuart (film)
Maria Stuart är en amerikansk film från 1936 regisserad av John Ford efter en pjäs av Maxwell Anderson. Katharine Hepburn spelade titelrollen som Maria Stuart och Florence Eldridge rollen som Elisabet I av England.
Filmen överensstämmer inte särskilt väl med historien, och utmålar Maria som en martyr och hennes make James Hepburn, 4:e earl av Bothwell (spelad av Fredric March), som en romanstisk hjälte (rollfiguren kallas i filmen hela tiden "Bothwell" eftersom den riktiga personen var en släkting till Hepburn).

## Rollista
| Katharine Hepburn | – Maria Stuart          |
| Fredric March     | – Bothwell              |
| Florence Eldridge | – Elisabet I av England |
| Douglas Walton    | – Darnley               |
| John Carradine    | – Rizzio                |
| Robert Barrat     | – Morton                |
| Gavin Muir        | – Leicester             |
| Ian Keith         | – Moray                 |
| Moroni Olsen      | – John Knox             |
| William Stack     | – Ruthven               |
| Ralph Forbes      | – Randolph              |
| Alan Mowbray      | – Throckmorton          |
| Frieda Inescort   | – Mary Beaton           |
| Donald Crisp      | – Huntly                |
| David Torrence    | – Lindsay               |